# Список парков штата в Айдахо
В Айдахо на сегодняшний день расположено 30 парков штата. К ним относятся управляемая на уровне штата Национальная природоохранная зона Сити-оф-Рокс и четыре парка комплекса Парк штата тысяча источников. Старейшим парком не только в Айдахо, но на всём тихоокеанском побережье является Парк штата Хейбёрн, основанный в 1908 году. Совокупная ежегодная посещаемость парков составляет свыше 4,5 миллионов человек.
Система парков штата управляется министерством Айдахо по паркам и зонам отдыха. В задачи министерства входит охрана ресурсов системы парков штата и контроль за общественным пользованием этими ресурсами. Система парков штата подразделяется на четыре категории: природные парки со значительными природными ресурсами, парки для отдыха на открытом воздухе, исторические парки и тропы отдыха.
| Название                             | Сайт                               | Округ(а)                | Площадь, км² | Высота, м | Основан | Краткое описание                                                                                              |
| ------------------------------------ | ---------------------------------- | ----------------------- | ------------ | --------- | ------- | --- |
| Парк штата Бэр-Лейк                  |                                    | Бэр-Лейк                | 3,9          | 1 798     | 1969    | Расположен на берегу озера Бэр.                                                                               |
| Парк штата Брюно-Дюнс                |                                    | Овайхи                  | 19,4         | 753       | 1970    | Дюны с небольшими озёрами.                                                                                    |
| Парк штата Кэсл-Рокс                 |                                    | Кассиа                  | 5,8          | 1 713     | 2004    | Выходы гранитных пород и ранчо начала XX века.                                                                |
| Национальный заповедник Сити-оф-Рокс |                                    | Кассиа                  | 58,3         | 1 743     | 1988    | Выходы гранитных пород и монолиты, популярные у скалолазов.                                                   |
| Парк штата тропа Кер-д’Алена         |                                    | Кутеней                 | 0,1          | 667       |         | Пешеходная и велосипедная тропа по северному берегу озера Кер-д’Ален.                                         |
| Парк штата Олд-Мишн                  |                                    | Кутеней                 | 0,07         | 671       | 1975    | Одно из старейших существующих зданий в Айдахо; построено в 1853 году.                                        |
| Парк штата Дворшака                  |                                    | Клируотер               | 3,4          | 488       | 1989    | Располагается на берегу водохранилища, созданного после строительства Дамбы Дворшака.                         |
| Парк штата Игл-Айленд                |                                    | Эйда                    | 2,2          | 830       | 1977    | Пляж около города Бойсе.                                                                                      |
| Парк штата Фаррагут                  |                                    | Кутеней                 | 16,2         | 626       | 1964    | Расположен на юго-западном берегу озера Панд-Орей на бывшей военной базе ВМС США времён Второй мировой войны. |
| Парк штата Гарриман                  |                                    | Фримонт                 | 44,5         | 1 865     | 1977    | Обширный заказник.                                                                                            |
| Парк штата Хеллс-Гейт                |                                    | Айдахо                  | 3,9          | 223       | 1973    | Устье ущелья Хеллс-Каньон, глубочайшего на континентальной территории США.                                    |
| Парк штата Хенрис-Лейк               |                                    | Фримонт                 | 2,4          | 1 972     | 1973    | Примыкает к высокогорному озеру в 24 км от парка Йеллоустон.                                                  |
| Парк штата Хейбёрн                   | Архивировано 24 августа 2011 года. | Бенева                  | 23,4         | 649       | 1908    | Три озера; старейший парк на тихоокеанском северо-западе.                                                     |
| Парк штата Лейк-Каскейд              |                                    | Вэлли                   | 18,0         | 1 471     |         | Береговая линия озера Каскейд длиной 138 км.                                                                  |
| Парк штата Лейк-Уолкотт              |                                    | Минидока                | 0,3          | 1 433     | 1999    | Предоставляет отдых на воде на северо-востоке озера Уолкотт.                                                  |
| Парк штата Лэнд-оф-Янки-Форк         |                                    | Кастер                  | 2,1          | 1 524     | 1990    | Посвящён первым старателям Айдахо; представлен городами-призраками Бэйхорс, Бонанза и Кастер.                 |
| Парк штата Лаки-Пик                  |                                    | Эйда                    |              | 838       | 1956    | Расположен поблизости города Бойсе на озере Лаки-Пик и реке Бойсе.                                            |
| Парк штата Мэскр-Рокс                |                                    | Пауэр                   | 4,0          | 1 341     | 1967    | Места нападений индейцев на первопоселенцев, шедших орегонской и калифорнийской тропами.                      |
| Парк штата Мак-Кроски                |                                    | Бенева, Лата            | 21,4         | 926       | 1955    | Живописная дорога в регионе Палус.                                                                            |
| Парк штата Пондероса                 |                                    | Вэлли                   | 6,1          | 1 539     | 1973    | Полуостров на озере Пейетт.                                                                                   |
| Парк штата Прист-Лейк                |                                    | Боннер                  | 3,0          | 743       | 1973    | Окружает озеро Прист в горах Селкирк в 48 км от канадской границы.                                            |
| Парк штата Раунд-Лейк                |                                    | Боннер                  | 0,6          | 647       |         | Окружает озеро площадью 0,23 км².                                                                             |
| Парк штата Таузенд-Спрингс           |                                    | Гудинг                  | 6,1          | 853       | 2005    | Источники бассейна реки Снейк в долине Хейгерман.                                                             |
| Парк штата Три-Айленд-Кроссинг       |                                    | Элмор                   | 2,5          | 757       | 1968    | Брод через реку Снейк; часть орегонской тропы.                                                                |
| Тропа кёр-д’аленов                   |                                    | Бенева, Кутеней, Шошоне |              |           |         | Мощёная дорога вдоль железнодорожного полотна длиной 117 км на севере штата.                                  |
| Парк штата Винчестер                 |                                    | Льюис                   | 1,7          | 1 189     | 1969    | Окружает озеро, на котором популярна ловля радужной форели.                                                   |